# Café Moskau
Das Café Moskau (Eigenschreibweise: Cafe Moskau, früher: Restaurant Moskau) ist ein denkmalgeschütztes Gebäude in der Karl-Marx-Allee 34 Ecke Schillingstraße im Berliner Ortsteil Mitte gegenüber dem Kino International. Es beinhaltete zu DDR-Zeiten ein Nationalitätenrestaurant mit ausgesuchten Speisen einiger Völker der Sowjetunion und war ein beliebter Treffpunkt. Das Gebäude wurde nach 1990 unter Denkmalschutz gestellt.

## Geschichte

### Entwurf, Eröffnung, Nutzung

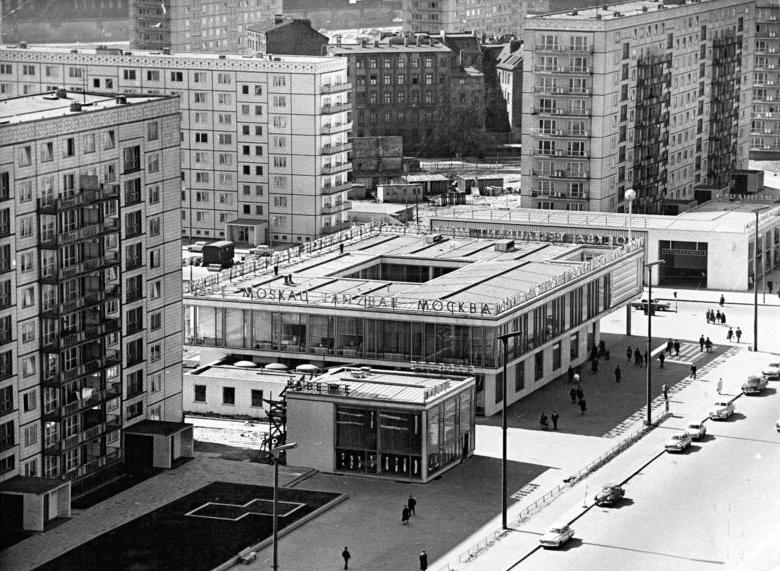
Gesamtansicht, 1964

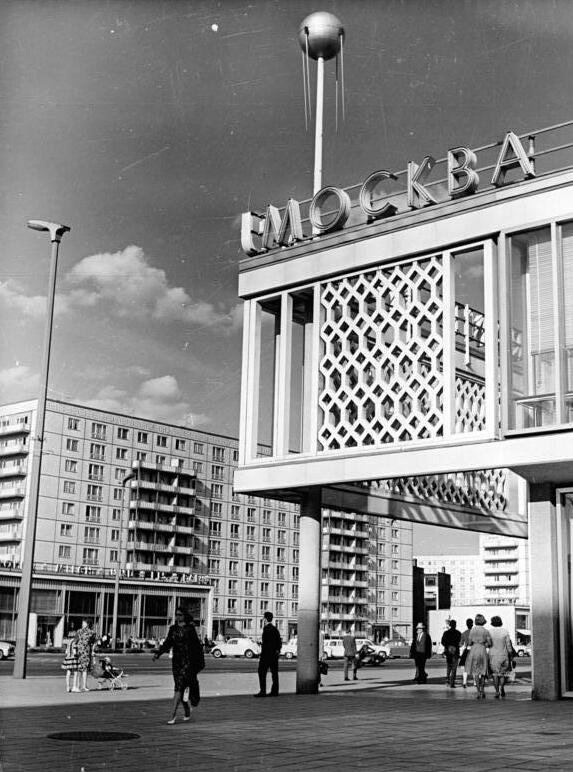
Detailansicht, 1967

Das Restaurant Moskau wurde 1959 von einem siebenköpfigen Architektenkollektiv unter Josef Kaiser und Horst Bauer als Nationalitätenrestaurant geplant, von 1961 bis 1964 errichtet und am 18. Januar 1964 eröffnet. Der Ost-Berliner Magistrat hatte für jeweils ein befreundetes „Bruderland“ ein entsprechend ausgestaltetes Restaurant errichten lassen. So gab es schließlich ein Restaurant Warschau (eröffnet 1953), Restaurant Budapest (1953), Restaurant Bukarest (1956), Restaurant Sofia (1961), Restaurant Prag (1978)  und die Klubgaststätte Kiew (1980). Betreiber aller dieser gastronomischen Einrichtungen war die Handelsorganisation (HO).
Das Restaurant Moskau trug als Blickpunkt über dem Eingangseck ein Modell des ersten Sputniks auf dem Dach. Am Baukörper nahm ein großes Mosaik Bezug auf die Sowjetunion. Es hatte 600 Plätze im Innenbereich und neben dem Speise- und Weinrestaurant auch eine Tee- und eine Mokkastube sowie ein Konzert- und Tanzcafé. Daher bürgerte sich bald die Bezeichnung Café Moskau für den gesamten Gastronomiekomplex ein.
In den Jahren 1982 und 1987 erfolgten unter der Entwurfsleitung von Gerd Pieper größere Umbauarbeiten, bei denen hölzerne Verkleidungen und Wandschmuck aus Meißener Porzellan vorherige einfache Gestaltungen ersetzten. Außerdem wurde der Salon Tallinn neu eingerichtet.
Bis Ende der 1980er Jahre arbeiteten bis zu 160 Angestellte im Café Moskau.
Neben der Gastronomie war die Einrichtung auch als Treffpunkt zwischen Bürgern aus der DDR und Reisenden aus anderen Ländern bekannt. Hierher führten manche Wege von Touristen.

### Von 1990 bis zur Privatisierung und neuen Nutzung
Nach der politischen Wende, als die ursprüngliche staatliche Betreibergesellschaft HO aufgelöst wurde, ging die Immobilie an die Treuhandliegenschaftsgesellschaft (TLG Immobilien). Diese fand lange Jahre keinen neuen Eigentümer oder Betreiber, das Haus stand daher rund zehn Jahre leer. Die ursprünglichen gepolsterten Stahlrohrstühle verschwanden nach 1990 unbemerkt.

### 2000–2006
Nach dem Jahr 2000 wurde das Café Moskau zu unterschiedlichen Veranstaltungen genutzt und als Treffpunkt wiederbelebt. Von 2002 bis 2004 war der WMF Club mit der gastronomischen Leitung betraut, bespielte die Nachtbar mit wöchentlichen Club-Abenden und gelegentlich auch alle anderen Bars. Wöchentlich fand sonntags bis zum Umzug des Klubs ins Week-End im Haus des Reisens die schwul-lesbische GMF-Party statt.
Wesentliche Teile der erfolgreichen Film-Komödie Alles auf Zucker! (2004) wurden in den Räumlichkeiten des Café Moskau gedreht.

### 2007–2010
Die Nicolas-Berggruen-Holding erwarb 2007 das Objekt von der TLG Immobilien (für eine nicht bekannt gewordene Summe) und ließ es für mehrere Millionen Euro denkmalgerecht renovieren.
Die letzten großen Umbauarbeiten führte das Goslarer Architekturbüro HSH Hoyer Schindele Hirschmüller im Auftrag der Berggruen Holding zwischen 2008 und 2010 durch. Das Innere wurde weitgehend entkernt, wobei die Fachleute hier eng mit dem Berliner Denkmalamt zusammenarbeiteten. Es sollte vor allem ein „höchst möglicher Anteil von bauzeitlicher Ästhetik“ erhalten bleiben aber zugleich eine neue Raumkonzeption, neue Gebäudetechnik und eine neue Glasfassade verwirklicht werden. Strom und Heizung wurden in die Fassade integriert.
Im Jahr 2010 zeichnete die Deutsche Stiftung Denkmalschutz die sanierte Fassade mit dem Bundespreis für Handwerk in der Denkmalpflege aus, der von der Deutschen Stiftung Denkmalschutz und dem Zentralverband des Deutschen Handwerks gestiftet wird.
Ralf Regitz, der Betreiber des ehemaligen Techno-Clubs und heutigen Veranstaltungsortes E-Werk, übernahm nach Fertigstellung aller Arbeiten die Pacht. Ein Clubbetrieb fand unter ihm nur noch gelegentlich statt. Er konnte die Pacht an Berggruen nicht bezahlen, sodass dieser ihm kündigte.
Der nachfolgende Pächter war Oliver Rübenkamp, Geschäftsführer des Clubs E 4 am Potsdamer Platz. Er durfte wieder einen regelmäßigen Clubbetrieb am Wochenende anbieten. In den Folgejahren fanden in den Räumen auch Ausstellungen statt, dazu gehörte die 2010 eröffnete Schau Das ungebaute Berlin, organisiert und betreut vom Architekturbüro Kühn Malvezzi. Gezeigt wurden unter anderem 15 Holzmodelle für Bauplanungen von Albert Speer, Le Corbusier, Daniel Libeskind und Rem Koolhaas.

### Seit 2011

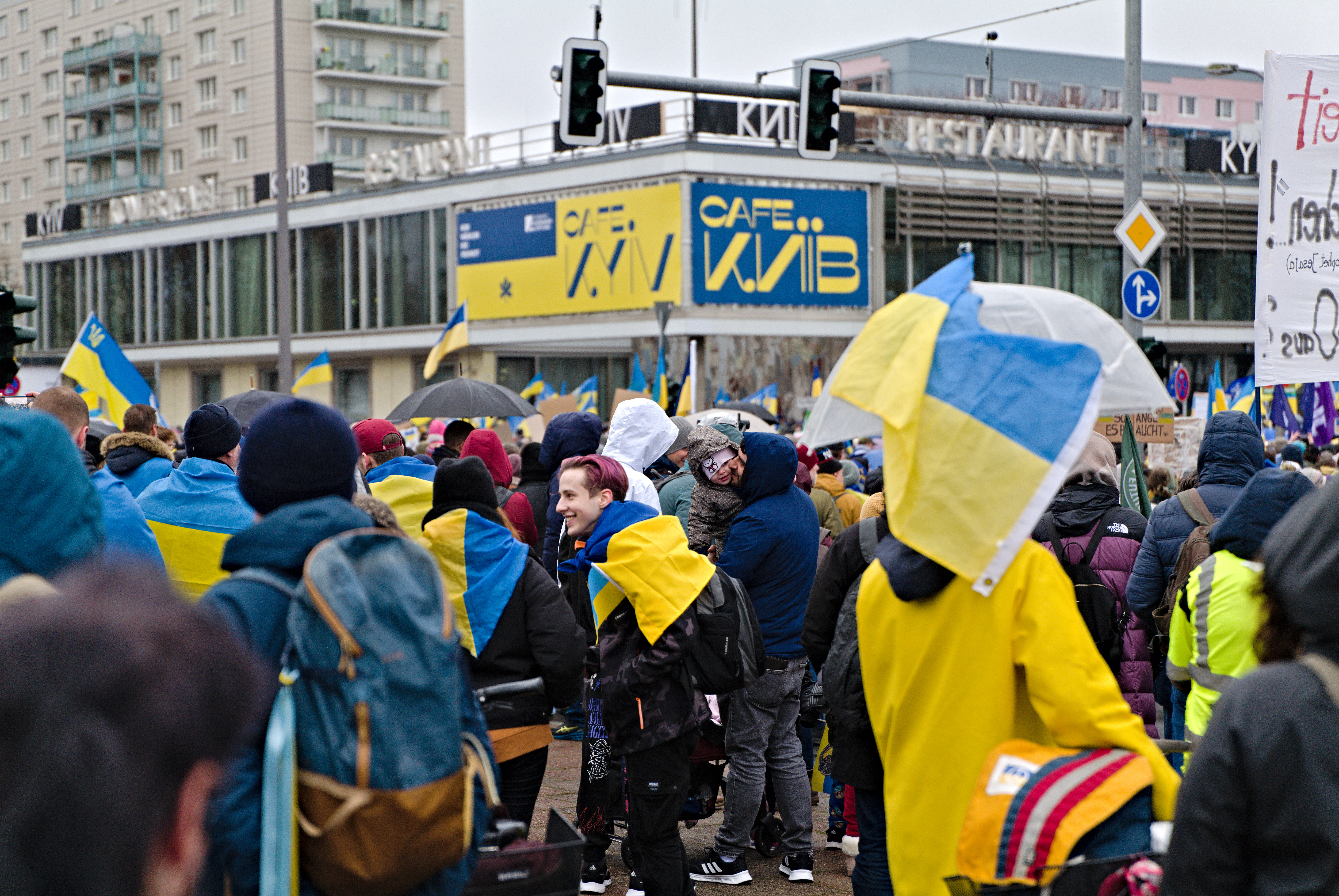
Als Café Kyiv umgestaltetes Gebäude (2023)

Ende September 2011 war eine weitere Erneuerung der Klubräume abgeschlossen. Nun erhielten Lisa Wege und Katajun Fakhoury von der Berliner Veranstaltungsagentur Wahre Werte im März 2012 eine neue Konzession für das Café Moskau.

### Debatte um Umbenennung nach dem russischen Überfall auf die Ukraine 2022
Im Februar 2023 wurde das Café Moskau im Rahmen einer Kunstaktion zum ersten Jahrestag der russischen Invasion in der Ukraine 2022 temporär in Café Kyiv umbenannt. Eine offizielle Umbenennung wurde vom Landesdenkmalamt und im Juli 2023 vom Nachbarschaftsrat der Karl-Marx-Allee abgelehnt.

## Architektur

### Außen
Das Bauwerk ist ein zweigeschossiges Atriumgebäude in Stahlkonstruktion. Auffällig ist die Leichtigkeit des Bauwerks, die durch eine offene Atriumbauweise erreicht wurde. Den Eingangsbereich zur Karl-Marx-Allee schmückt das 9 m × 15 m große Mosaik Aus dem Leben der Völker der Sowjetunion des Malers Bert Heller.

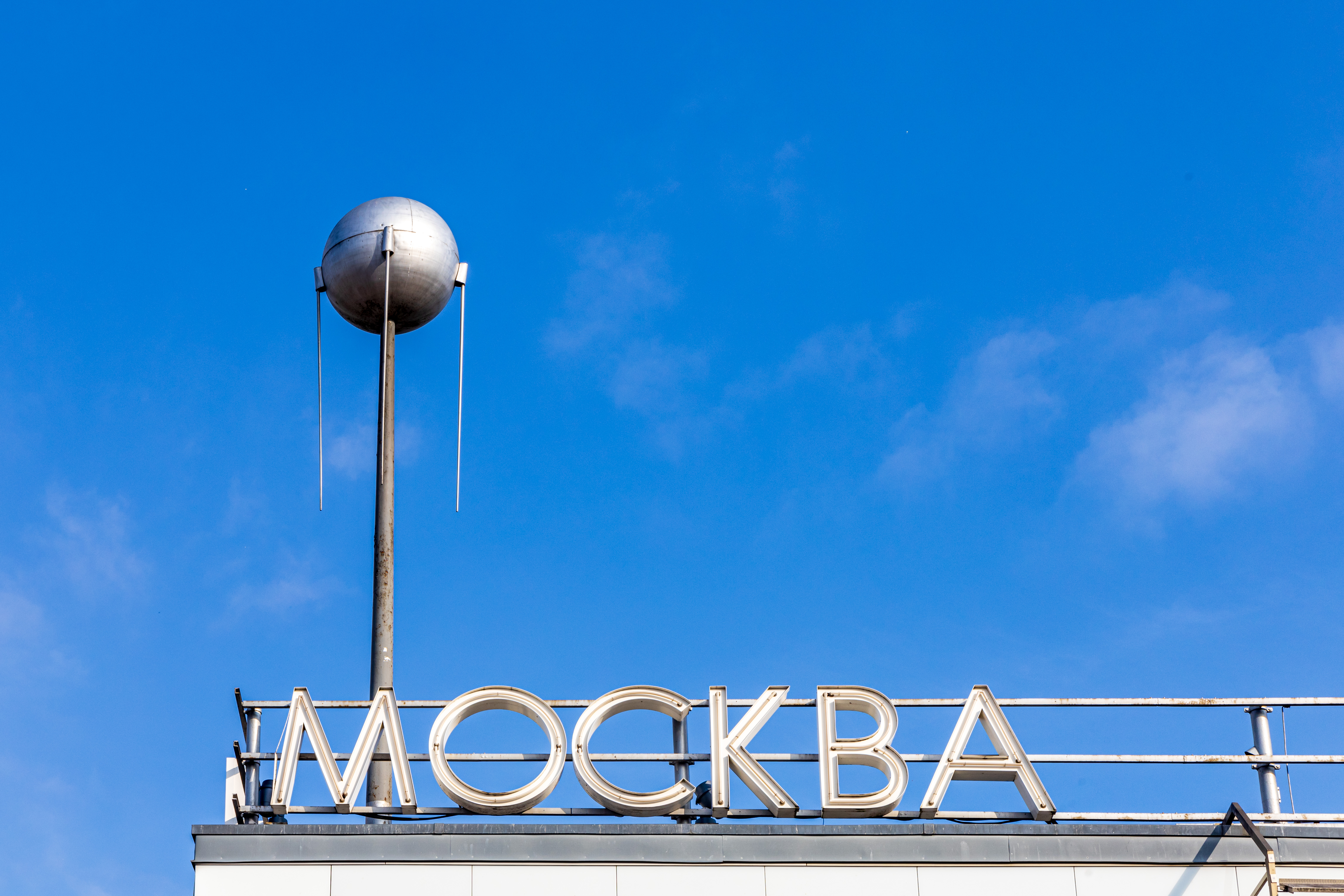
Sputnik-Modell am Haus

Zur Eröffnung wurde ein dem ersten künstlichen Satelliten, dem Sputnik, nachgebildetes Modell in Originalgröße auf dem Dach installiert. Es war ein Geschenk des Botschafters der UdSSR. Den Namenszug Restaurant Moskau (in deutscher Sprache und in kyrillischen Buchstaben) auf dem Dach hatte der Grafiker Klaus Wittkugel entworfen.
Der hintere Bereich der ehemaligen Gaststätte wird mit einem Beton-Struktur-Zaun gegen die Umgebung abgegrenzt. An dieser Stelle ist ein Rosengarten zu sehen.
Großflächige Betongitter, die auf Stahlprofilen liegen, bilden sowohl raumabgrenzende wie auch schmückende Elemente an der Fassade. Sie wirken leicht und luftig. Angeblich sollen sie fremdländische Folklore-Stickereien (Wyschywanka) symbolisieren.
Mosaik 

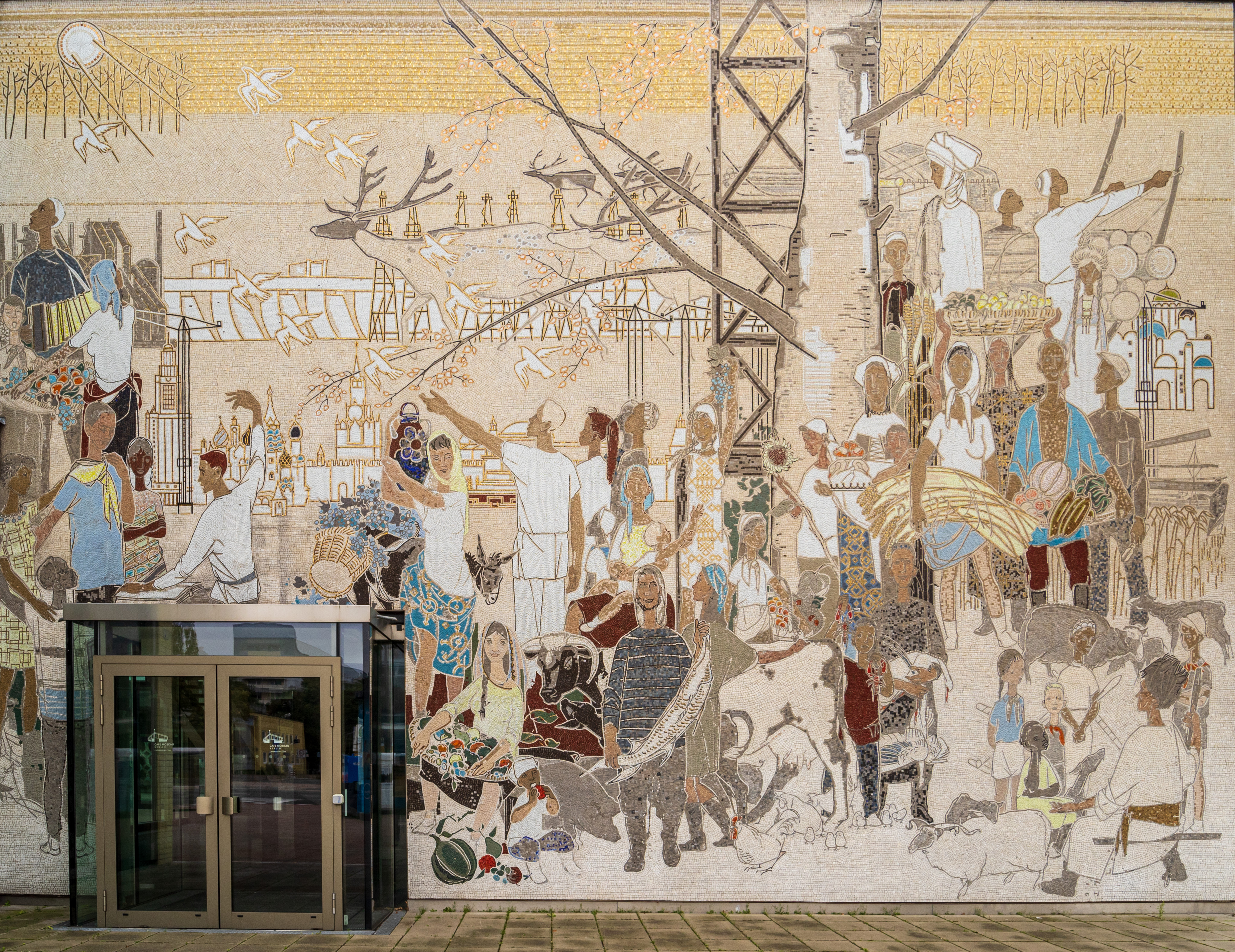
Mosaik (Ausschnitt)

Das Mosaikbild, das die gesamte Wandhöhe im Eingangsbereich im Erdgeschoss einnimmt, besitzt eine außen sichtbare Fläche und eine Innenfläche von je etwa zwei Meter Breite. Ursprünglich befand sich hier das russische Restaurant und das Konzertcafé im Orchesterbereich. Die Rekonstruktion nahm die Künstlerin Elisabeth Jeske von der Mosaikwerkstatt Heinrich Jungbloed vor. Die exakt ausgeführte Arbeit in Naturstein enthält an einigen Stellen dezente goldene Akzentuierungen.

### Innen

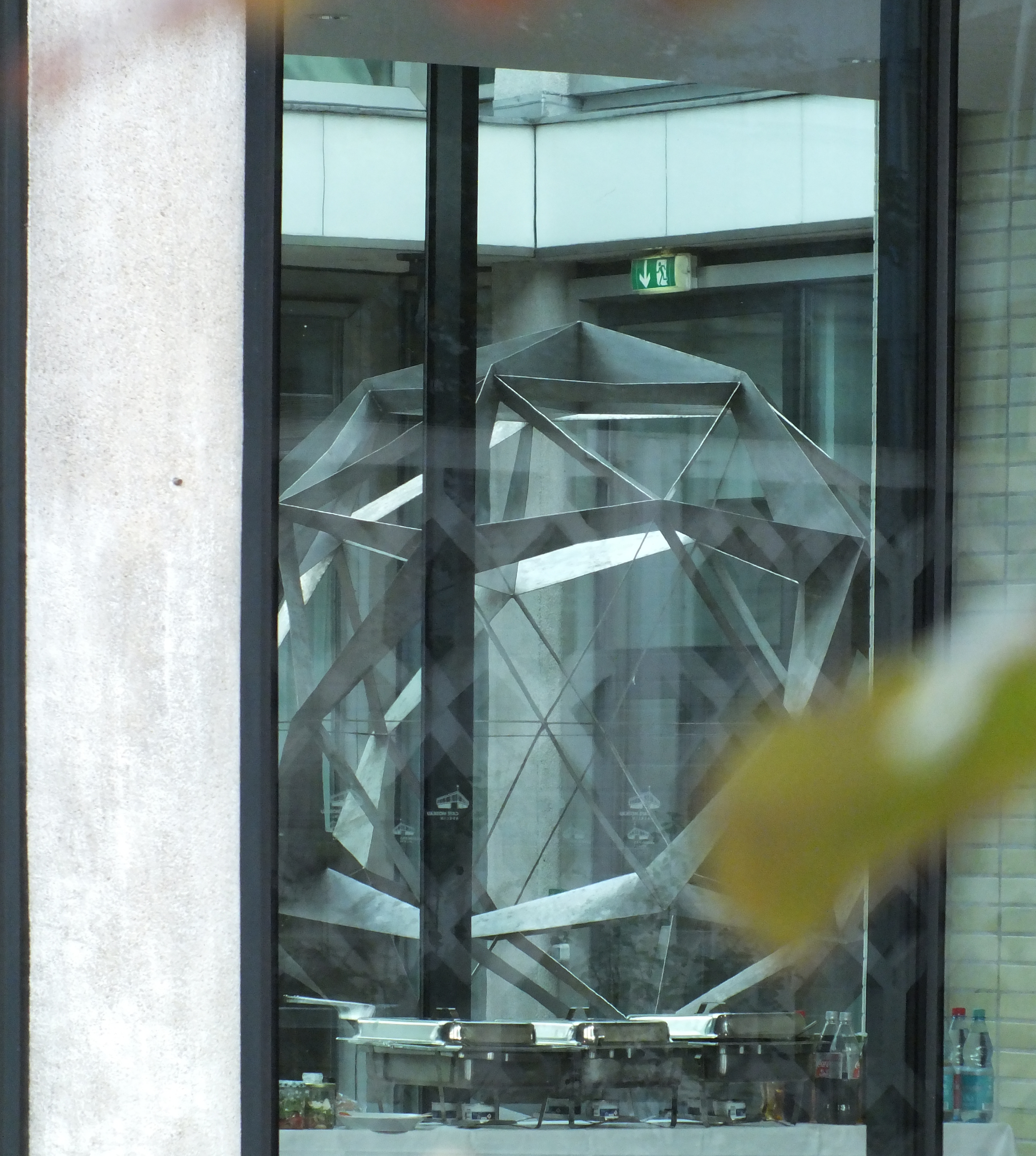
Brunnen auf dem Innenhof, von außen gesehen

Im Inneren des Komplexes befanden sich zusammengerechnet Sitzplätze für 822 Besucher. Im Jahr 1965 schuf der Bildhauer Fritz Kühn einen 2 1⁄2 m hohen Stahlbrunnen für den Innenhof. Dieser wurde restauriert und ist wieder in Betrieb, wenn die Einrichtung Gäste empfängt (siehe Bild).
Erwähnenswert ist die Zweiholmtreppe, die vom Keller bis in das Obergeschoss führt und 2008 überarbeitet wurde.
Der Gebäudekomplex gliederte sich in ein Untergeschoss, in dem eine Nachtbar bestand, das Erdgeschoss mit Foyer, Atrium und einer Galerie, die drei Salons enthielt (Russischer Salon mit Nebensalon Leningrad und Ukrainischer Salon) sowie die Natascha-Lounge und die Steinbar mit Wintergarten. Das Obergeschoss bestand aus einem weiteren Foyer, einer Foyer-Bar und den Salons Moskau, Kaukasus (Grusinisches Kabinett) und Riga. Die Umgestaltungen von 2008 führten dazu, dass diese Salons rückgebaut wurden und nicht mehr vorhanden sind. Der Salon Tallinn wurde restauriert und in das Erdgeschoss versetzt.
Im Erd- und Obergeschoss gab es spezielle Akustikdecken, die „rundlich amorph“ gestaltet waren und zur guten Akustik dieser Bereiche beigetragen hatten. Sie kamen nicht wieder an ihren Platz. Stattdessen gibt es nun unten eine gerade Decke aus Ahornholz, oben eine Eschenholzdecke, in welche Lüftungs-, Beleuchtungs- und Lastschienen eingearbeitet sind.
Aus dem Salon Kaukasus wurde ein weiterer Veranstaltungsraum, in dem die Majolika-Malereien erhalten bzw. aufgearbeitet worden sind. Sie enthalten städtische und florale Elemente aus Meißner Porzellan, entworfen von Peter Strang und Volkmar Bretschneider.
Der Boden des gesamten Erdgeschosses, innen wie außen, ist mit roten Marmorplatten belegt, die eine feinadrige weiße Struktur aufweisen.

## Perspektive
Im Gespräch zwischen dem Reporter und dem von der Holding mit einer Führung beauftragten Manager Benjamin Wolter wurde nicht ausgeschlossen, dass in dem Haus auch wieder eine öffentlich zugängige Gastronomieeinrichtung Platz finden könnte.

## In der Umgebung
- Bar Babette
- Kino International
- U-Bahnhof Schillingstraße